# La Quar
La Quar (spanisch La Quart) ist ein Ort und eine Gemeinde (municipio) mit 42 Einwohnern (Stand: 2024) in der Comarca Berguedà in der Provinz Barcelona in der Autonomen Region Katalonien. 

## Lage
La Quar liegt etwa 70 Kilometer nordnordwestlich von Barcelona in einer Höhe von etwa 1060 m in den südlichen Ausläufern der Pyrenäen in der Comarca Berguedà im Norden Kataloniens.

## Bevölkerungsentwicklung
| Jahr      | 1960 | 1970 | 1981 | 1991 | 2001 | 2011 | 2021 |
| Einwohner | 142  | 77   | 43   | 43   | 70   | 64   | 49   |

## Sehenswürdigkeiten
- Burgruine von La Portella
- Marienkirche
- Mauritiuskapelle
- Benediktinerkloster Sant Pere de la Portella aus dem 11. Jahrhundert

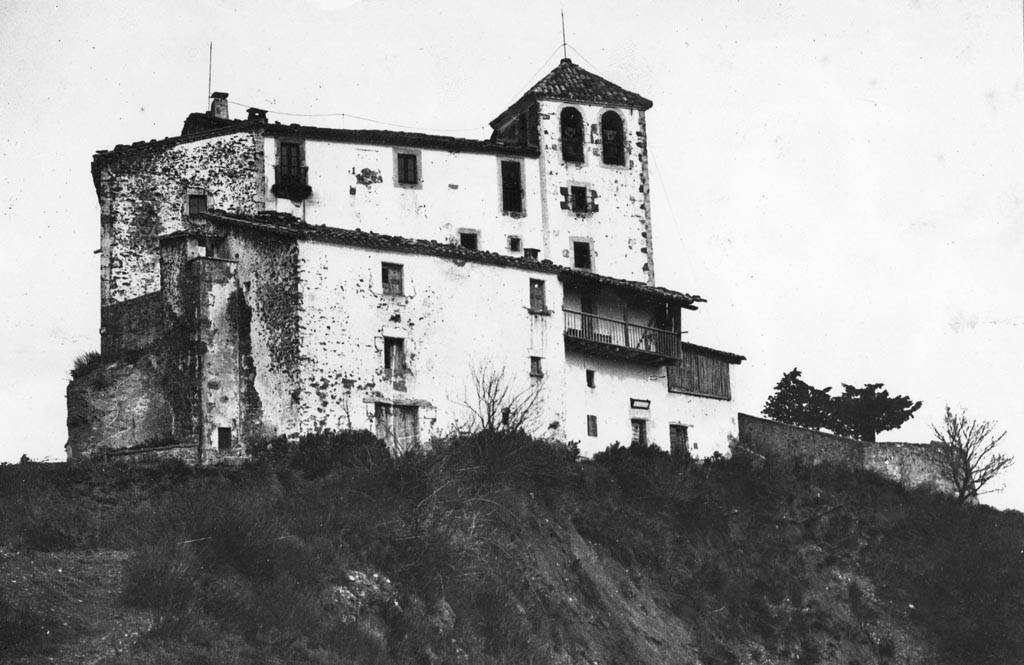
Marienkirche
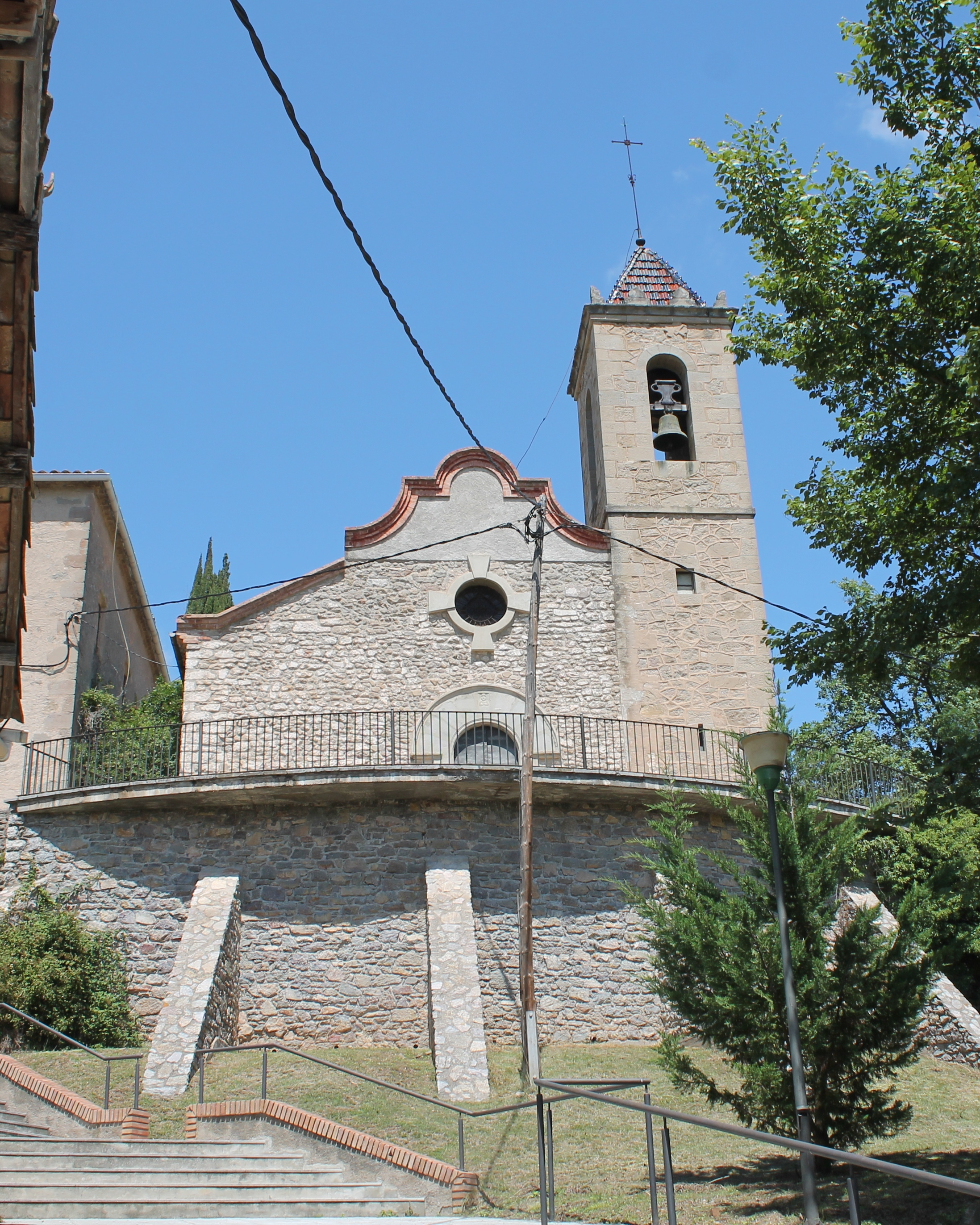
Mauritiuskapelle
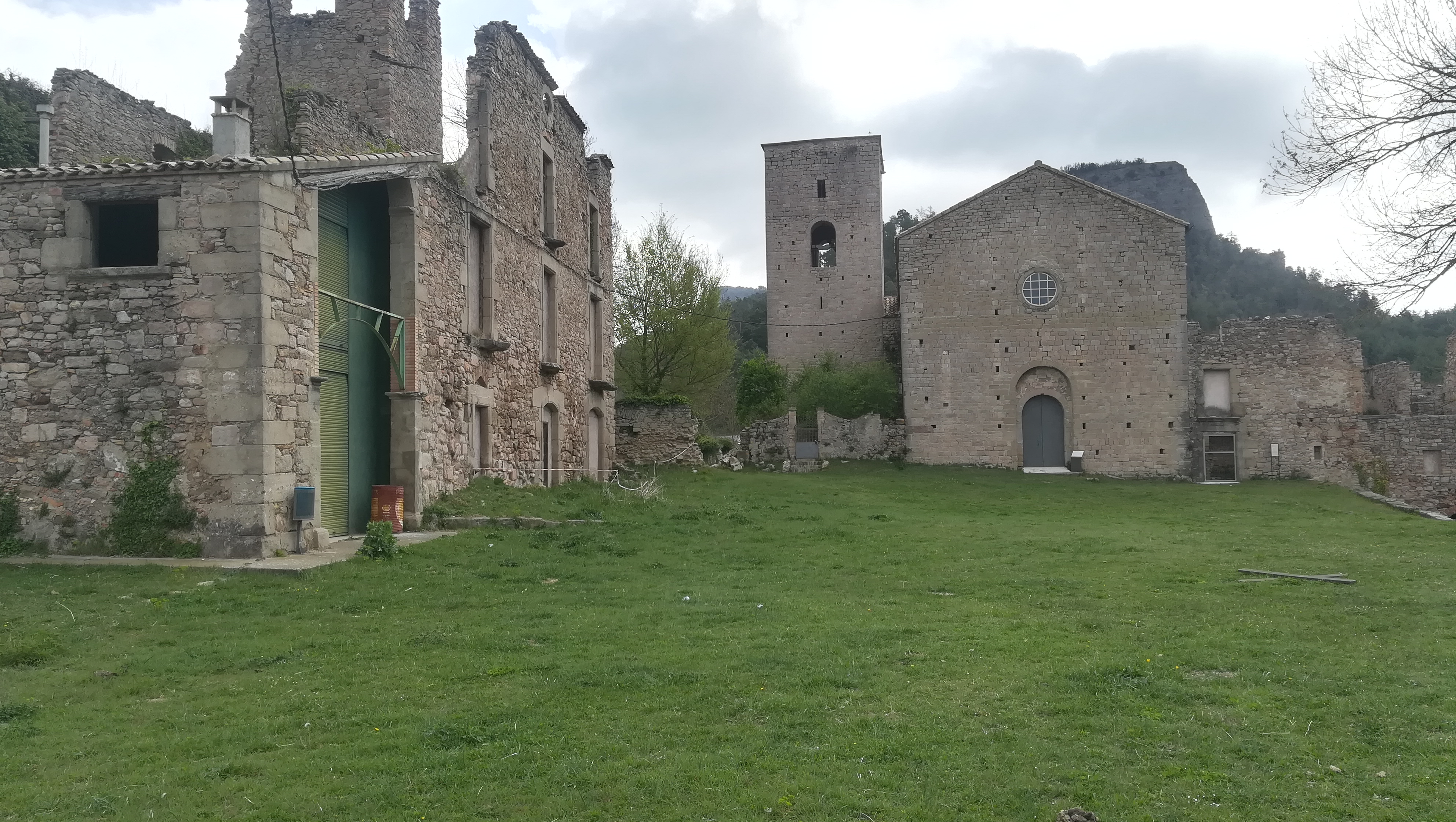
Benediktinerkloster